# N667 (België)
De N667 is een gewestweg in de Belgische provincie Luik. De weg verbindt de N653 in Wandre met de N671 in Herstal. De route heeft een lengte van ongeveer 2 kilometer.
De N667 gaat tussen de A25 en de N671 de Maas en het Albertkanaal over. Hier loopt de weg over een tuibrug, de Pont de Wandre. 

## Plaatsen langs de N667
- Wandre
- Dossay
- Herstal